# سیارک ۲۳۱
سیارک ۲۳۱ (به انگلیسی: 231 Vindobona) دویست و سی و یکمین سیارک کشف شده‌است که در ۱۰ سپتامبر ۱۸۸۲ و در وین کشف شد.
قدر مطلق سیارک برابر ۹٫۲۰ است.